# Lana Lang
Lana Lang is een personage uit de Superman-strips van DC Comics. Ze werd bedacht door Bill Finger en John Sikela, en maakte haar debuut in Superboy #10 (September-Oktober 1950).
In de meeste verhalen is Lana de jeugdvriendin van Clark Kent toen hij nog in Smallville woonde. In de jaren 50 had ze vooral een grote rol in de Superboy strips over de jonge Clark Kent. In de Supermanstrips was ze lange tijd een rivale van Lois Lane.
Lana doet ook mee in de meeste andere mediabewerkingen van Superman of Superboy, waaronder de televisieserie Smallville.

## Biografie

### Eerste versie
In de originele Superboystrips was Lana het buurmeisje van de Kent familie, en een goede vriendin van Clark Kent/Superboy. Ze gedroeg zich vaak als een jonge versie van Lois Lane, en probeerde regelmatig te bewijzen dat Superboy en Clark Kent een en dezelfde waren.
Eenmaal vond Lana een buitenaards insectachtig wezen gevangen onder een gevallen boom in Smallville. Ze bevrijdde het wezen, dat haar als dank een "bio-genetic" ring gaf waarmee ze insectenkrachten en eigenschappen kon krijgen. Ze nam hierna de naam Insect Queen aan en beleefde een tijdje haar eigen avonturen.
Nadat Clark en Lana waren afgestudeerd, werd Lana een tv-journalist. Ze deed geregeld mee in de stripserie Superman's Girlfriend, Lois Lane.

### Alternatieve versie
In de jaren 80 werd onthuld dat er een versie van Lana bestond op “Earth Two” (een naam gegeven aan het parallelle universum waarin de Golden Age versies van de DC superhelden bestonden; de tegenhanger van Earth one waar de meeste strips zich afspeelden). Deze versie van Lana Lang werkte bij de Daily Planet. Ook had deze versie van Lana Lang nooit in Smallville gewoond en ontmoette Clark dus pas voor het eerst bij de Daily Planet. Net als haar Earth-One tegenhanger werd ze Insect Queen, maar nu door een magisch amulet dat haar vader, die archeoloog was, haar toestuurde. De verandering maakte haar tevens slecht en ze bevocht Superman een paar keer totdat die een tegengif vond.

### Moderne versie
De moderne versie van Lana Lang werd geïntroduceerd na het verhaal Crisis on Infinite Earths. In deze nieuwe versie was Lana wederom een jeugdvriendin van Clark. Nadat zij en Clark waren afgestudeerd, onthulde hij zijn geheim aan haar en vertelde dat hij zijn krachten zou gaan gebruiken om de mensheid te helpen. Dit hield in dat hij en Lana waarschijnlijk geen vaste relatie konden aangaan. Dit nieuws maakte dat Lana een stalker werd die Superman overal volgde. Toen Lex Luthor dit ontdekte, liet hij haar vangen, maar Lana hield alle informatie over Clarks geheim voor zich. Superman redde haar van Lex.
Deze versie van Lana was nooit een rivale van Lois voor Clarks aandacht, en speelde een beduidend kleinere rol in de verhalen. Ze trouwde uiteindelijk met Pete Rosse, en de twee vestigden zich in Smallville. Pete werd later president en Lana derhalve de first lady van de Verenigde Staten.

## In andere media
- Lana verscheen in de Superboyfilmpjes van The New Adventures of Superman. Haar stem werd hierin gedaan door Janet Waldo.

- Lana Lang had een cameo in de film Superman uit 1978. Ze was een cheerleader op de middelbare school waar Clark ook op zat. Ze werd gespeeld door Diane Sherry.

- In de film Superman III werd Lana gespeeld door Annette O'Toole. In de film had ze een zoontje en was gescheiden van haar alcoholistische man.

- Lana werd gespeeld door Stacy Haiduk in de televisieserie Superboy.

- Lana verscheen in de Superman animatieserie uit 1988.

- Lana had een gastrol in een aflevering van de serie Lois and Clark: The New Adventures of Superman. In deze aflevering bezocht Lois Lane een parallel universum waarin ze zelf was overleden, en Clark was verloofd met Lana.

- In de pilotaflevering van de serie Superman: The Animated Series was Lana de eerste persoon aan wie Clark zijn superkrachten toonde. In latere afleveringen had Lana eveneens gastrollen.

- Lana Lang wordt gespeeld door Kristin Kreuk in de serie Smallville.